# 2006 RH120
2006 RH120 ist ein interplanetares Objekt von wenigen Metern Größe, das zwischen September 2006 und Juni 2007 temporär vom Gravitationspotential der Erde eingefangen wurde und diese dabei viermal umrundete. Gegenwärtig befindet sich 2006 RH120 in einer Umlaufbahn um die Sonne. Seine Bahn bringt das Objekt dabei immer wieder in Erdnähe, wobei es auch in Zukunft wieder zu einem temporären Einfangen kommen könnte.
Das Objekt wurde im Rahmen des Catalina Sky Survey am 14. September 2006 entdeckt und erhielt zunächst die interne Identifikationsnummer 6R10DB9. Bahnberechnungen ergaben, dass das Objekt wenige Tage zuvor seinen erdnächsten Punkt in nur doppelter Mondentfernung durchlaufen hatte und sich offenbar in einer Umlaufbahn um die Erde befand. Da man aufgrund dieser Bahneigenschaften und des Spektrums des Objekts annehmen konnte, dass es sich um Weltraummüll und damit ein künstliches Objekt handeln könnte, erhielt es zunächst keine systematische Bezeichnung. Durch weitere astrometrische Beobachtungen konnte die heliozentrische Bahn genauer bestimmt werden. Es zeigte sich, dass das Objekt schon in den Jahren 1958, 1969, 1979 und 1992 die Erde in – astronomisch gesehen – großer Nähe passiert hatte. Am 14. Juni 2007 näherte sich das Objekt bei seinem letzten von vier Umläufen um die Erde auf 0,7 Mondentfernungen (277.000 km) und verließ anschließend seine Erdumlaufbahn. Die sich aufgrund von späteren Untersuchungen des Strahlungsdrucks der Sonne auf den Körper ergebenden Rückschlüsse auf das Verhältnis von Oberfläche zu Masse zeigten sich als typisch für ein natürliches Objekt und sprachen gegen die Hypothese, dass es sich um ein künstliches Objekt handelt. Im Februar 2008 erhielt das Objekt schließlich seine offizielle Bezeichnung durch die IAU.

## Weblink
- Meldung bei Sky & Telescope (englisch)